# Podvikuje bunjevačka vila
Podvikuje bunjevačka vila je prvi samostalni album Ansambla Hajo iz Subotice.
Objavljen je 1990. godine na kazeti u izdanju Megatona iz Novog Sada. Na tom su albumu snimljene izvorne i tradicijske pjesme bunjevačkih Hrvata.